# Маханово (Свердловская область)
Маханово — село в городском округе Сухой Лог Свердловской области России.

## География
Маханово расположено в 22 километрах (по автодороге в 27 километрах) к востоку-юго-востоку от города Сухого Лога, на левом берегу реки Пышмы.

## История
На чертеже Хорографической книги Сибири Семена Ремезова (составлялась в 1697-1700 гг)  можно найти юрты кочевников. Здесь они только у речки, именуемой Шейтанка. Видимо, сегодня речка называется Исток (впадает в реку Пышму у д. Маханова). На чертеже Ремезова из Чертежной книги Сибири (1700 г) их уже нет. Деревня основана в конце XVIII века. По переписи 1710 года в деревне насчитывалось 10 дворов, среди которых был двор Андрея Григорьева сына Маханова семидесяти лет, который считается основателем деревни. Административно деревня Маханово относилась к Калиновской слободе.  
В Маханово имелась жерновая мельница, а в 1905 году числится маслобойное заведение. 
В 1903 году в Маханово на средства населения и при поддержке Камышловской земской управы было построено двухэтажное из красного филатовского кирпича здание для школы первой ступени образования. У здания школы был просторный деревянный пристрой – клуб, в котором выступали докладчики из Сухого Лога, после чего демонстрировались фильмы на кинопередвижке или показывались концерты приезжих артистов (например, гармониста Игнаши Слепого, фокусников). Кирпичная часть здания школы сохранилась и по сей день, однако сейчас это частное домовладение.
В деревне Маханово существовал и молитвенный дом (Митрофановская часовня). В 1915 году часовня была перестроена в деревянную однопрестольную церковь, которую освятили в честь Боголюбской иконы Пресвятой Богородицы. В годы советской власти, в 1922 году, было изъято 6 фунтов 24 золотника серебра (2,5 кг). В 1934 г. был запрещён звон. Церковь была закрыта по ходатайству граждан в 1939 году. После войны в здании храма размещался клуб, действовавший до 1970 года. В дальнейшем храм был разобран, а древесный материал перевезён в село Филатовское. На пустующем месте был воздвигнут памятник воинам, погибшим в Великой Отечественной войне.
Наличие в Маханово школы и церкви позволило получить статус села. В настоящее время ни церкви, ни школы в Маханово нет, но статус села сохранился.

## Население
| 2002 | 2010 |
| ---- | ---- |
| 64   | ↘45  |

## Достопримечательности
На берегу Пышмы воздвигнут монумент «Никто не забыт, ничто не забыто»

## Транспорт
Село доступна автотранспортом.